# Ӵ
Le tché tréma (capitale Ӵ, minuscule ӵ) est une lettre de la variante de l’alphabet cyrillique utilisée par la langue oudmourte. Elle note la consonne affriquée [t͡ɕ].

## Utilisation
Le tché tréma est utilisé dans l’alphabet cyrillique wakhi proposé en 2011.

## Représentations informatiques
Le tché tréma peut être représenté avec les caractères Unicodes suivants :
- précomposé (cyrillique)

| formes    | représentations | chaînes de caractères | points de code | descriptions                           |
| --------- | --------------- | --------------------- | -------------- | -------------------------------------- |
| capitale  | Ӵ               | Ӵ                     | U+04F4         | lettre majuscule cyrillique tché tréma |
| minuscule | ӵ               | ӵ                     | U+04F5         | lettre minuscule cyrillique tché tréma |

- décomposé (cyrillique, diacritiques)

| formes    | représentations | chaînes de caractères | points de code | descriptions                                       |
| --------- | --------------- | --------------------- | -------------- | -------------------------------------------------- |
| capitale  | Ӵ               | Ч◌̈                    | U+0427 U+0308  | lettre majuscule cyrillique tché diacritique tréma |
| minuscule | ӵ               | ч◌̈                    | U+0447 U+0308  | lettre minuscule cyrillique tché diacritique tréma |